# Maintenay
Maintenay és un municipi francès situat al departament del Pas de Calais i a la regió dels Alts de França. L'any 2007 tenia 377 habitants.

## Demografia

### Població
El 2007 la població de fet de Maintenay era de 377 persones. Hi havia 160 famílies de les quals 48 eren unipersonals (20 homes vivint sols i 28 dones vivint soles), 60 parelles sense fills i 52 parelles amb fills.
La població ha evolucionat segons el següent gràfic:
Habitants censats

### Habitatges
El 2007 hi havia 201 habitatges, 162 eren l'habitatge principal de la família, 28 eren segones residències i 11 estaven desocupats. 197 eren cases i 3 eren apartaments. Dels 162 habitatges principals, 131 estaven ocupats pels seus propietaris, 29 estaven llogats i ocupats pels llogaters i 2 estaven cedits a títol gratuït; 2 tenien una cambra, 8 en tenien dues, 27 en tenien tres, 51 en tenien quatre i 74 en tenien cinc o més. 139 habitatges disposaven pel capbaix d'una plaça de pàrquing. A 65 habitatges hi havia un automòbil i a 66 n'hi havia dos o més.

### Piràmide de població
La piràmide de població per edats i sexe el 2009 era:
| Homes | Edats   | Dones |
| ----- | ------- | ----- |
| 0     | 95 o +  | 0     |
| 0     | 90 a 94 | 0     |
| 0     | 85 a 89 | 0     |
| 4     | 80 a 84 | 4     |
| 12    | 75 a 79 | 8     |
| 12    | 70 a 74 | 4     |
| 8     | 65 a 69 | 12    |
| 4     | 60 a 64 | 8     |
| 20    | 55 a 59 | 16    |
| 12    | 50 a 54 | 16    |
| 4     | 45 a 49 | 12    |
| 0     | 40 a 44 | 0     |
| 20    | 35 a 39 | 8     |
| 12    | 30 a 34 | 8     |
| 16    | 25 a 29 | 16    |
| 4     | 20 a 24 | 12    |
| 4     | 15 a 19 | 8     |
| 8     | 10 a 14 | 16    |
| 0     | 5 a 9   | 4     |
| 4     | 0 a 4   | 12    |

## Economia
El 2007 la població en edat de treballar era de 248 persones, 173 eren actives i 75 eren inactives. De les 173 persones actives 153 estaven ocupades (86 homes i 67 dones) i 20 estaven aturades (11 homes i 9 dones). De les 75 persones inactives 32 estaven jubilades, 19 estaven estudiant i 24 estaven classificades com a «altres inactius».

### Ingressos
El 2009 a Maintenay hi havia 164 unitats fiscals que integraven 399 persones, la mediana anual d'ingressos fiscals per persona era de 14.706 €.

### Activitats econòmiques
Dels 10 establiments que hi havia el 2007, 2 eren d'empreses de construcció, 3 d'empreses de comerç i reparació d'automòbils, 3 d'empreses d'hostatgeria i restauració, 1 d'una empresa immobiliària i 1 d'una empresa classificada com a «altres activitats de serveis».
Dels 3 establiments de servei als particulars que hi havia el 2009, 1 era un paleta, 1 fusteria i 1 restaurant.
L'any 2000 a Maintenay hi havia 6 explotacions agrícoles que ocupaven un total de 486 hectàrees.

## Equipaments sanitaris i escolars
El 2009 hi havia una escola elemental integrada dins d'un grup escolar amb les comunes properes formant una escola dispersa.

## Poblacions més properes
El següent diagrama mostra les poblacions més properes.